# Kladovói mészárlás
A kladovói mészárlás a nácik elől menekülő csaknem ezer zsidó tragédiája, akiket a  Jugoszláviát megszálló német hadsereg 1941-ben meggyilkolt Kladovo dunai kikötővárosban.
1939 decemberében Pozsonyból indult el horogkeresztes zászló alatt az Uranus nevű hajó, amely több mint ezer zsidó menekültet szállított. Az utasok Bécsből érkeztek Pozsonyba vonattal és Palesztinába szerettek volna eljutni. Egy lista szerint 822-en jöttek Bécsből, 130-an Berlinből, 50-en Gdańskból, és Pozsonyban még százan csatlakoztak a csoporthoz. A mentőakciót Georg Überall (később Ehud Avriel), a Hechalutz zsidó ifjúsági mozgalom egyik vezetője szervezte.
A hajóút odüsszeiává vált. Csak tíznapos várakozás után indulhattak, visszafordították őket, amikor elérték a szlovák-magyar határt, december 13-án újraindultak, de később a folyó közepén át kellett szállniuk három jugoszláv hajóra ("Car Nikola", "Car Dušan" és "Kraljica Marija"), mert a hajótársaság nem vállalta az utat, nem volt biztosított ugyanis, hogy a Duna torkolatánál lesz másik hajó, amely továbbviszi a menekülteket.
A hajóút azonban Kladovóban, a Vaskapunál véget ért. Először azért nem tudtak továbbjutni, mert a nagy hidegben, ahogy számítani is lehetett rá, a folyam befagyott, később pedig pénzügyi és adminisztrációs problémák tartották vissza a menekülőket.
Végül legtöbbjüknek késő lett. 1941 áprilisában Németország megszállta Jugoszláviát. A német hadsereg érkezése előtti napokban 200 fiatalnak sikerült megszereznie a továbbutazáshoz szükséges papírokat és elutaznia. Az ottmaradtakat azonban a németek – állítólag főleg a német hadsereg Ausztriában toborzott alakulatai  – szinte kivétel nélkül megölték.
Ehud Nahir, az egyik túlélő, fényképek százain dokumentálta, hogyan kerültek a menekültek végül Kladovo és Šabac táboraiba. A fotókból többször, több városban rendeztek kiállítást. 
Nem ez volt az egyetlen hajó, amelyen Pozsonyból igyekeztek Palesztinába a zsidó menekülők. Egy másik menekülőhajóról szól Forgács Péter Dunai exodus című dokumentumfilmje, amelybe beépítette a hajó kapitánya, az amatőr filmes dr. Andrásovits Nándor felvételeit is. A meggyilkoltakról nem készült filmfelvétel.
Andrásovits egy évvel később ellenkező irányba hajózott menekültekkel a Dunán. Ezúttal a Szovjetunió által 1940-ben megszállt Besszarábiából szállított az üldözéstől rettegő sváb parasztokat a Harmadik Birodalomba.

## Külső hivatkozások
- [http://www.ujszo.sk/clanok.asp?vyd=20040331&cl=87355%5B%5D Hizsnyai Zoltán cikke az ban[halott link]
- Egy áldozat, Egon Aufrichtig emléklapja (angolul)
- Fotók a kladovói menekültekről
- A Sabacnál meggyilkoltak listája, adatbázis (angolul)
- Ofer Dalia könyve: "Parashat Kladovo Sabac" ("Utazás a Zsákutcába", Am Oved kiadó, 1991)